# Apogon aureus
Apogon aureus és una espècie de peix de la família dels apogònids i de l'ordre dels perciformes. Els adults poden assolir fins a 14,5 cm de longitud total.
Es troba des del Mar Roig i l'Àfrica oriental fins a Papua Nova Guinea, Japó, Austràlia i Nova Caledònia.

## Observacions
Es pot confondre fàcilment amb Apogon fleurieu.